# Vladimir Dmitrievič Dolgorukov
Principe Vladimir Dmitrievič Dolgorukov, in russo Владимир Дмитриевич Долгоруков? (1638 – Mosca, 17 luglio 1701), è stato un ufficiale russo.

## Biografia
Era il figlio di Dmitrij Alekseevič Dolgorukov (1612-1673), e della sua prima moglie, Irina Il'inična Miloslavskaja (1616-1645), la sorella Marija Il'inična Miloslavskaja, era la prima moglie di Alessio I di Russia. Grazie alla sua parentela con la zarina, la sua carriera a corte fu rapida. Nel 1673 accompagnò il padre a Arcangelo, dove morì. Nel 1674 venne nominato comandante in seconda nel reggimento sotto il comando di suo zio Jurij. Aveva una certa influenza su Fëdor III. Nel 1679 fu nominato comandante a Kazan' e partecipò alla campagna negli eserciti russi di Kiev contro i Turchi ottomani. Nel 1687 e nel 1689, partecipò a due campagne in Crimea.
Il 27 agosto 1689 era nel seguito della reggente Sof'ja Alekseevna al Monastero della Trinità di San Sergio per riconciliarsi con suo fratello minore, Pietro. Il giovane re si rifiutò di incontrare la sorella e le ordinò di tornare a Mosca. A proprie spese, contribuì alla costruzione della marina russa. Considerato uno dei migliori conoscitori di cavalli della Moscovia, contribuì enormemente allo sviluppo dell'allevamento di cavalli russi.

## Matrimoni

### Primo matrimonio
Nel 1665 sposò Tat'jana Timot'evna Lodygina, figlia di Timofej Dmitrievič Lodygin. Ebbero due figli:
- Jurij Vladimirovič (1666-1707);
- Vasilij Vladimirovič (1667-1750).

### Secondo matrimonio
Nel 1680 sposò Evdokija L'vovna Ljapunova, figlia di Lev Prokof'evič Ljapunov. Ebbero cinque figli:
- Sergej Vladimirovič (1681-1704);
- Ivan Vladimirovič (1683);
- Vladimir Vladimirovič (1685-1750);
- Ksenija Vladimirovna, sposò Dmitrij Alekseevič Sibirskij;
- Feodos'ja Vladimirovna, sposò Pëtr Michajlovič Golicyn.

### Terzo matrimonio
Sposò, in terze nozze, Marija Vasil'evna Puškina, figlia di Vasilij Nikitič Puškin. La coppia non ebbe figli.

## Morte
Morì il 17 luglio 1701 a Mosca.